# Hof Emscher-Auen
Koordinaten: 51° 35′ 9″ N, 7° 21′ 24″ O

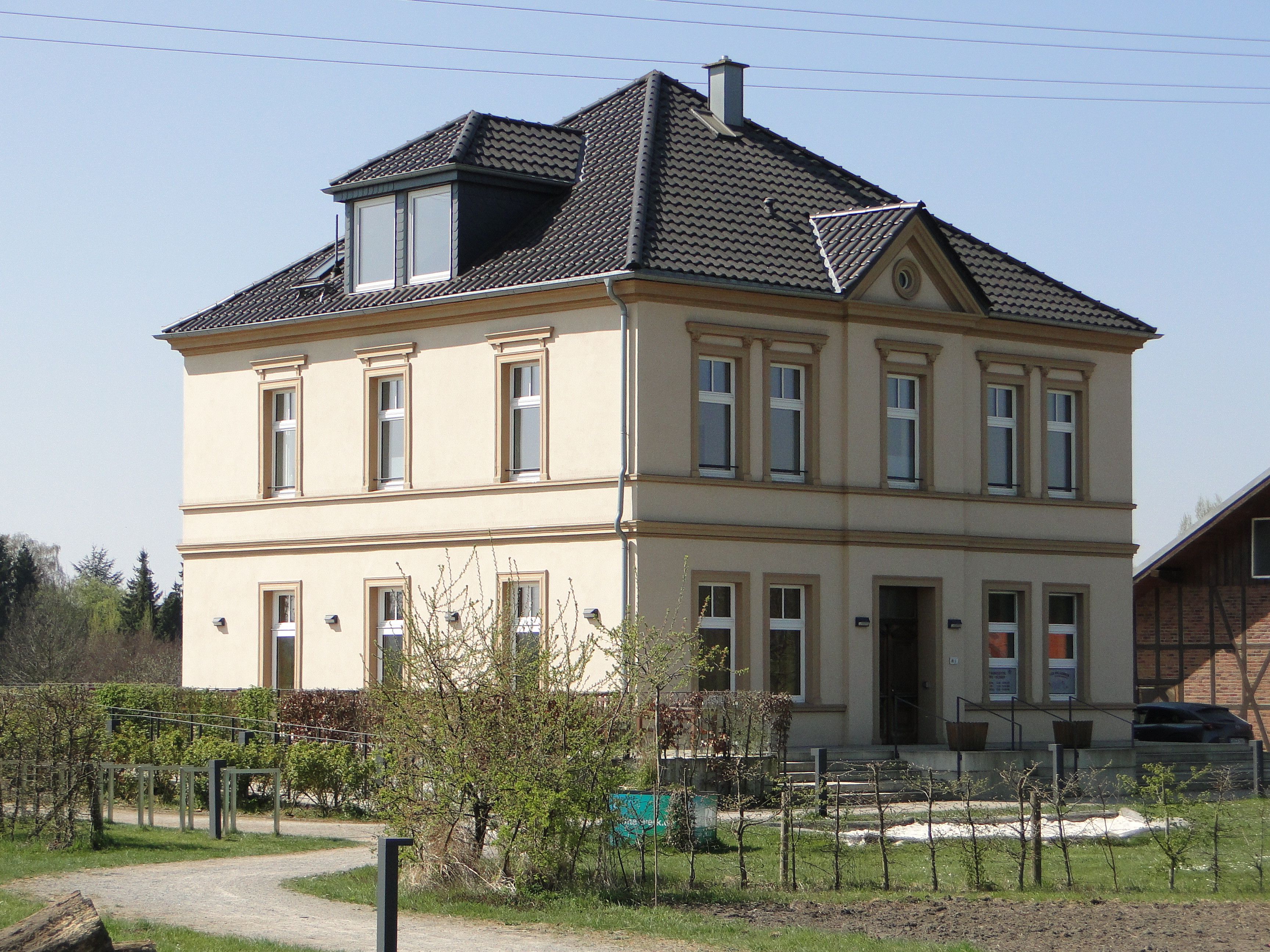

Der Hof Emscher-Auen ist ein ehemaliges Gehöft an der Emscher in der Rittershofer Straße 170 in Castrop-Rauxel.

## Lage und Beschreibung
Der Hof Emscher-Auen in Castrop-Rauxel liegt im Bereich der größten Stauanlage der Emscher-Region am Hochwasserrückhaltebecken Emscher-Auen an der Stadtgrenze von Castrop-Rauxel-Ickern und Dortmund-Mengede. Auf einer Seite wird das Areal durch die Emscher begrenzt, an zwei anderen Seiten durch das Gewässer des Rückhaltebeckens. 

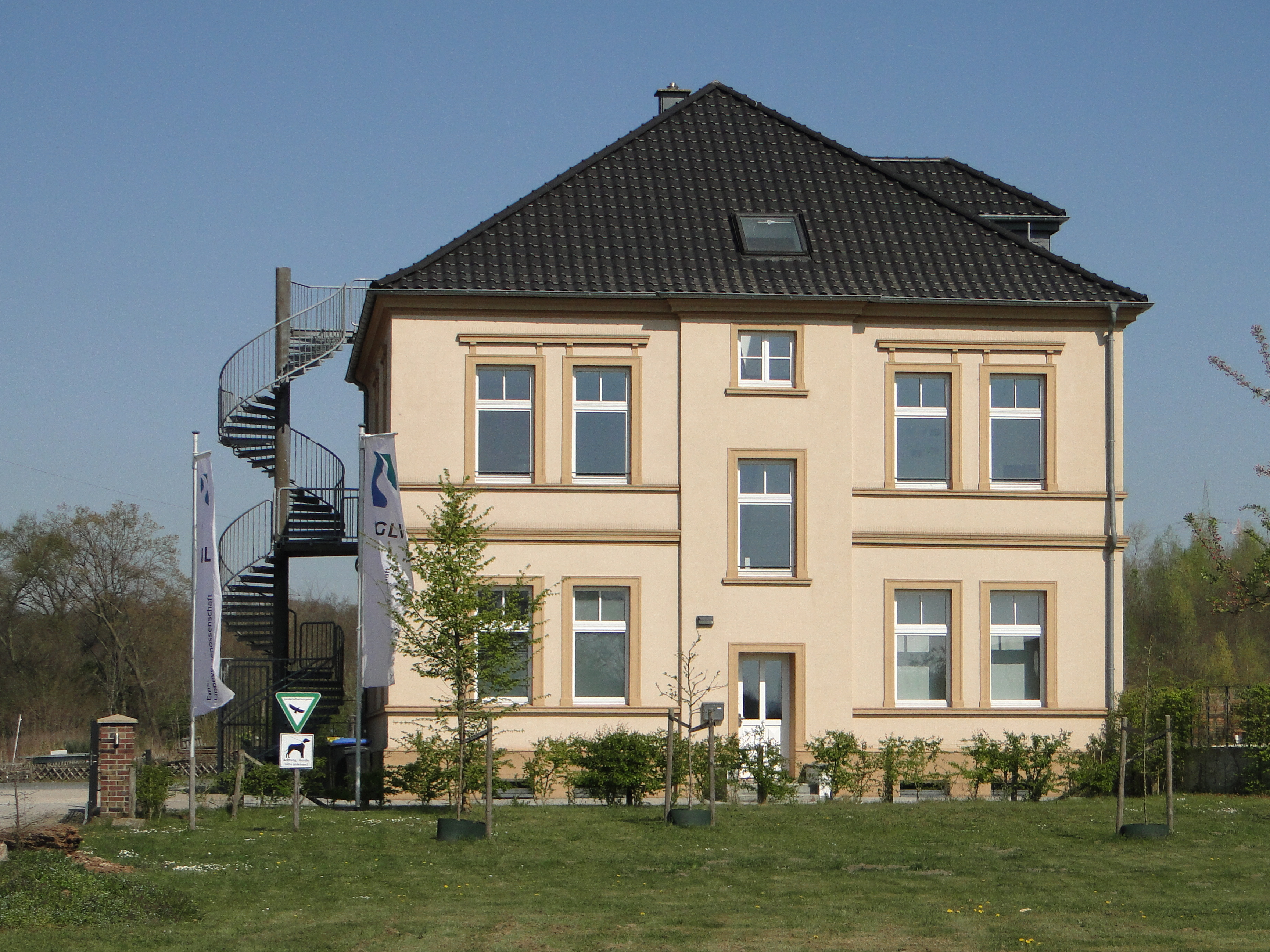
Heutige Haus-Vorderseite

Das um 1860 erbaute Haus mit Zeltdach ist zweigeschossig, der Grundriss des Gebäudes ist quadratisch. Die freistehende Anlage hat eine Fassade mit Putzfaschen um Rechteckfenster, Vorder- und rückseitiger Tür sowie Stuckelementen über den Fenstern im oberen Geschoß. Die vordere Fassade wird durch einen angedeuteten Mittelrisalit gegliedert mit links und rechts daran anschließenden Gesimsen. Die Rückfront weist durchgehende Simse auf und einen von einem Frontispiz mit kreisrundem Fenster bekrönten Mittelrisalit. Ursprünglich führte der Zuweg nur von der Rittershofer Straße zum Hof, während emscherseitig kein Zugang bestand, so dass die heutige Rückfront die damalige Gebäudevorderseite war. Dieser Zuweg existiert heute nicht mehr, da an seiner Stelle ein Ausläufer des Rückhaltebeckens verläuft. An eine Seite des Hauses ist eine Wendeltreppe aus Metall angebaut, die bis zu einem Dachflächenfenster reicht. Um das Haus stehen weitere Nebengebäude und Scheunen aus unterschiedlichen Baujahren. Bis etwa 2006 wurden die Flächen, die jetzt Teil des Rückhaltebeckens sind, mit Feldern bewirtschaftet. Während der Arbeiten am Hochwasserrückhaltebecken wurde das Gebäude durch die Emschergenossenschaft für die Bauleitung genutzt. Das stark sanierungsbedürftige Hauptgebäude der ehemaligen Hofanlage wurde 2017 mit ökologischen Baustoffen renoviert. Unter anderem wurde Lehmputz verwendet und die Innendämmung mit Holzfaserplatten hergestellt. Im Inneren des Gebäudes wurde die frühere Fachwerkgestaltung wieder sichtbar gemacht.
Der Hof Emscher-Auen ist einer von vier Hofanlagen im Besitz der Emschergenossenschaft, die entlang des Emscher-Wegs als Informations- und Begegnungszentren und zur Naherholung dienen. Er liegt auf der Themenroute 13 „Auf dem Weg zur blauen Emscher“ der Route der Industriekultur, die das Hochwasserrückhaltebecken Emscher-Auen beinhaltet. Zudem ist er Teil des Emscherkunstwegs. Das unter dem Namen „Gut Rittershof“ und „Hof Emschertal“  bekannte Gehöft wurde im Rahmen eines Namenswettbewerbs der Emschergenossenschaft gemeinsam mit den Städten Castrop-Rauxel und Dortmund im November 2020 in „Hof Emscher-Auen“ umbenannt.

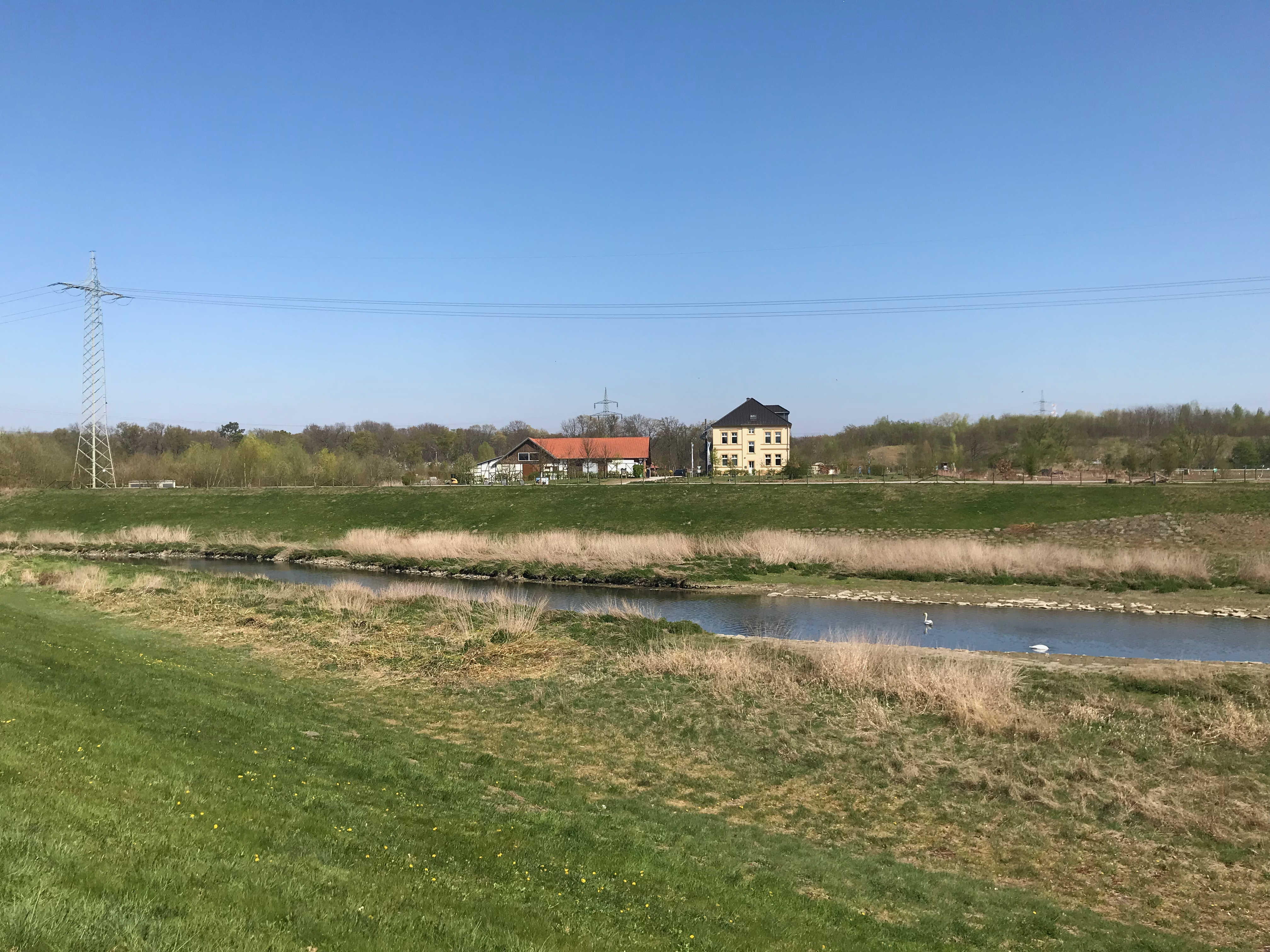
Lage an der Emscher
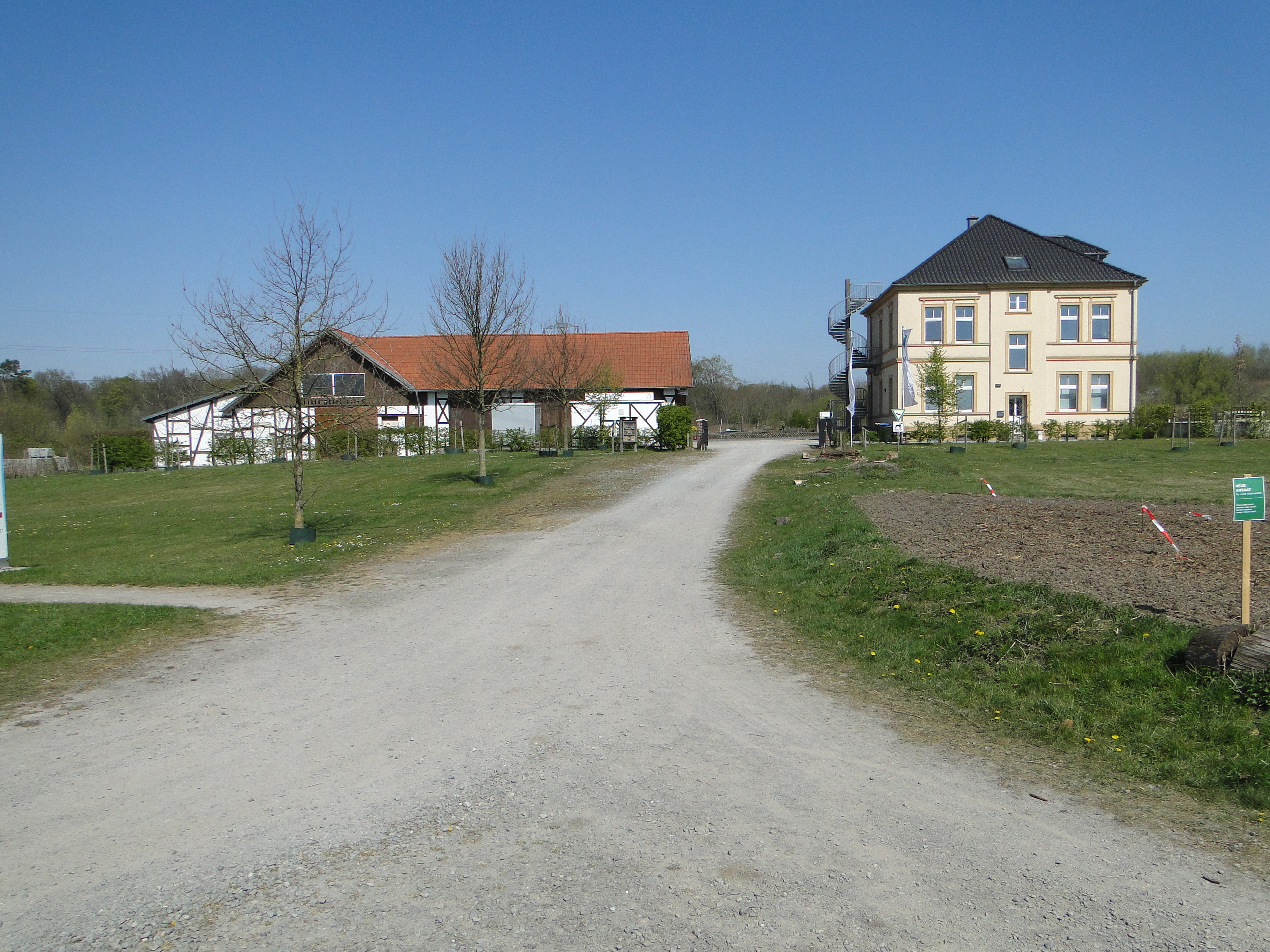
Zuweg zum Haus
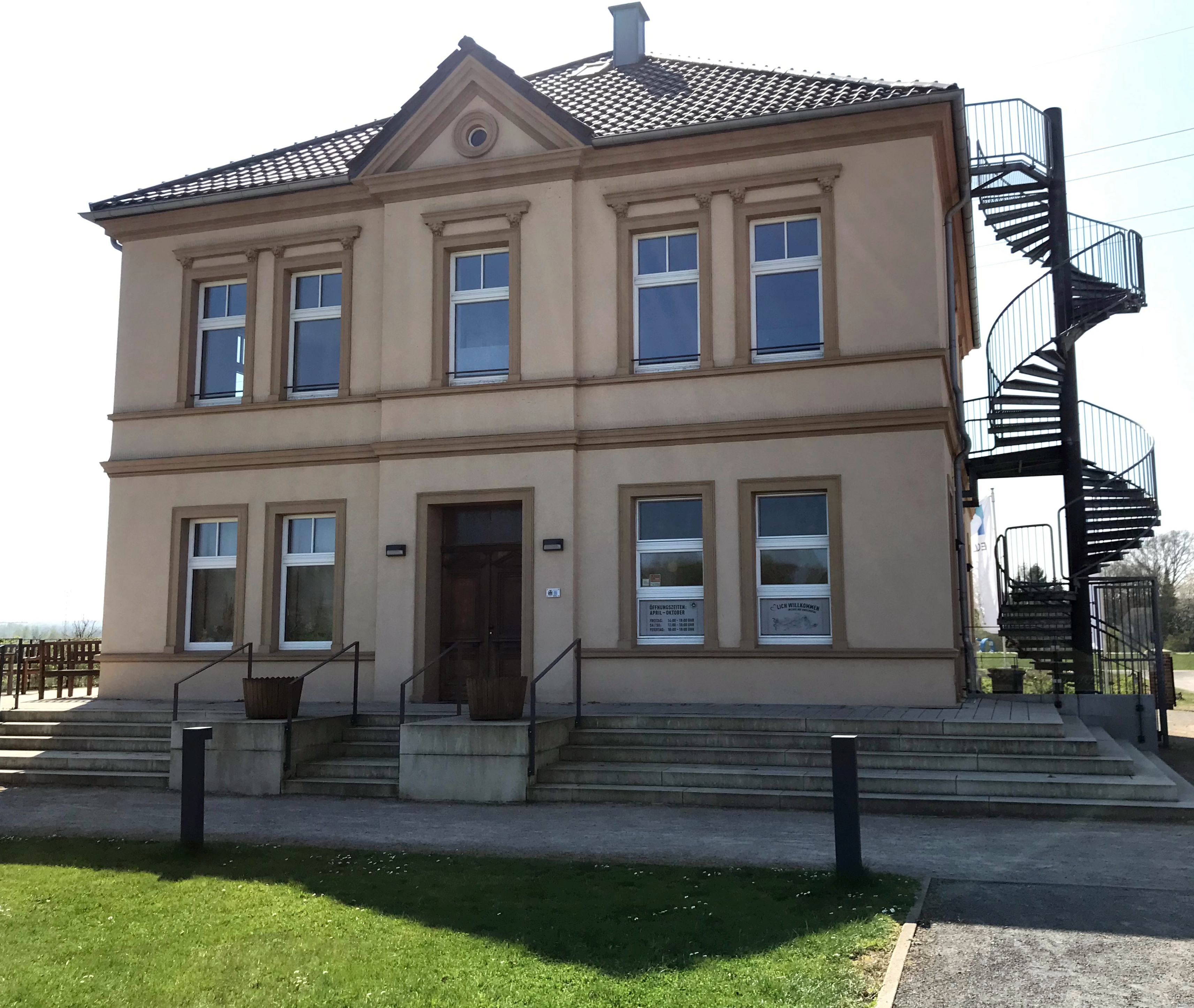
Heutige Haus-Rückseite
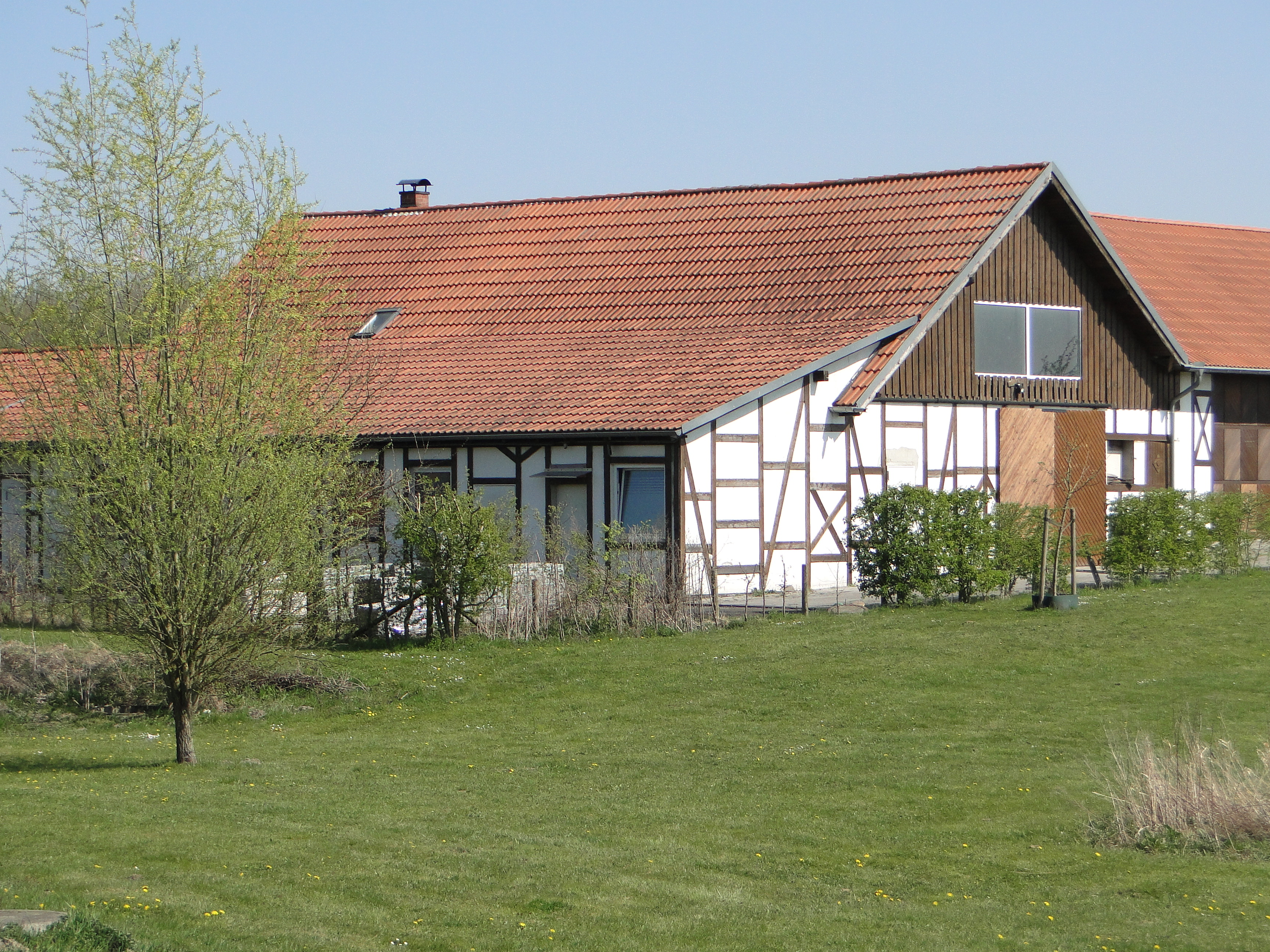
Nebengebäude
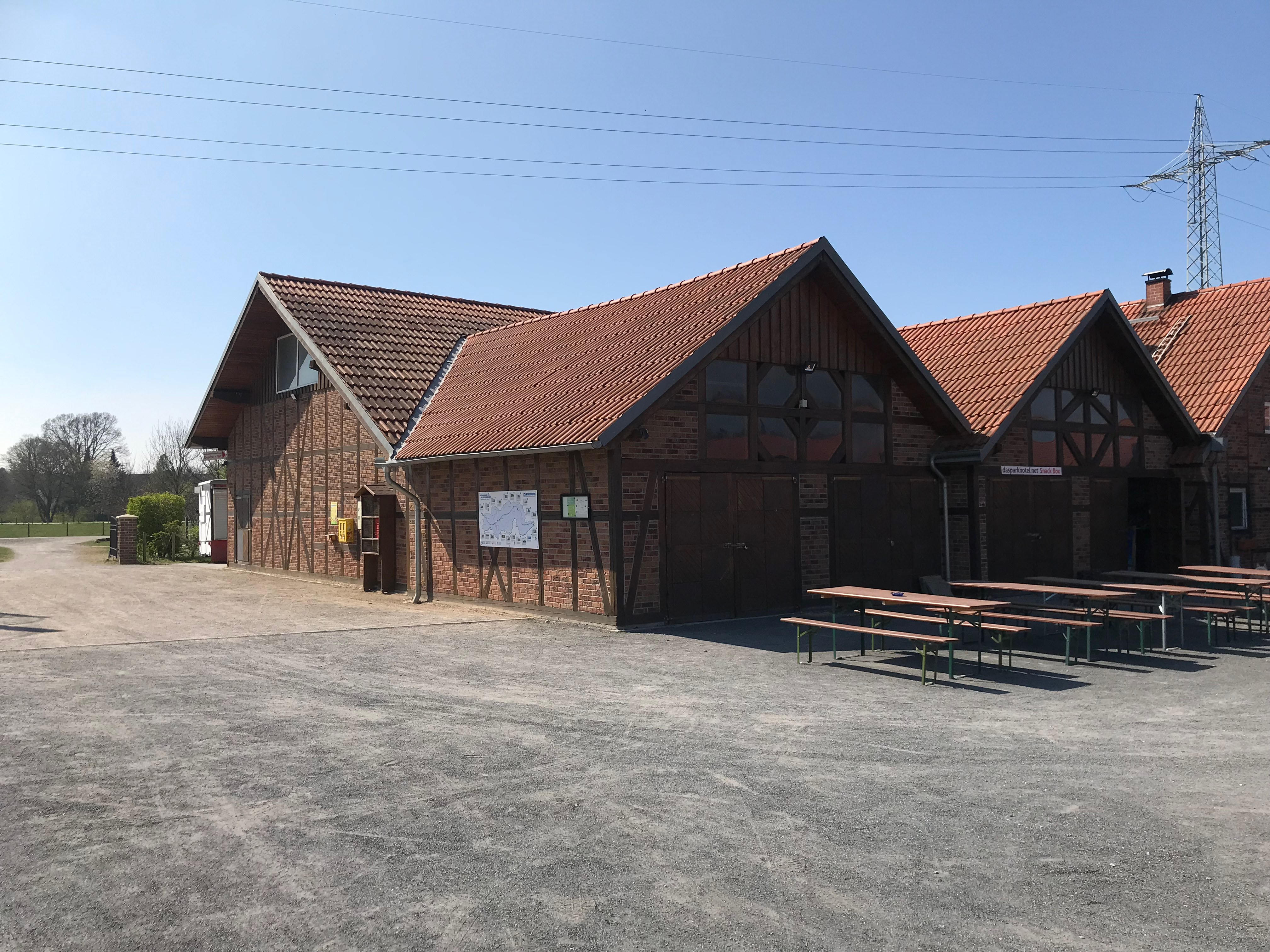
Nebengebäude

## Nutzung

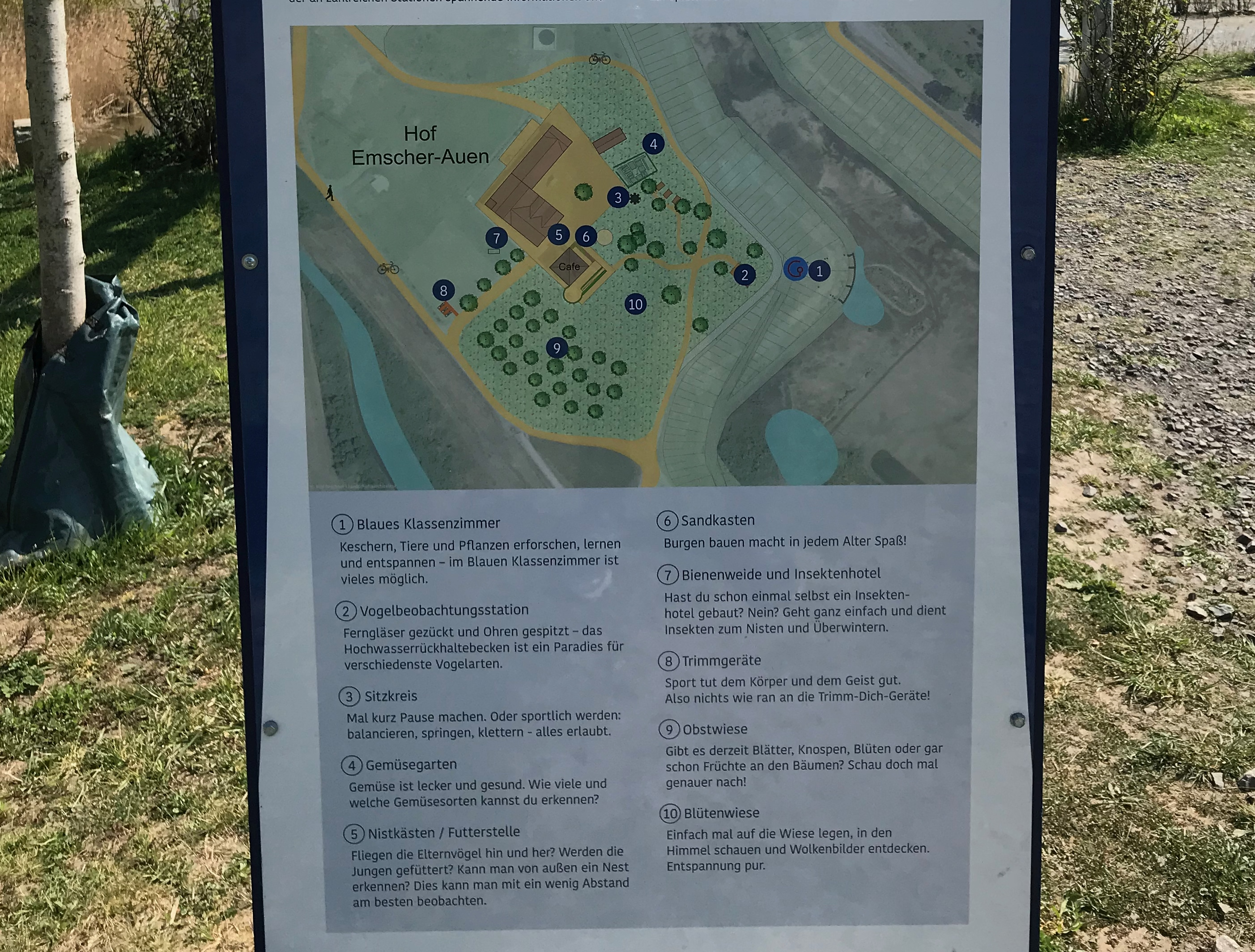
Infotafel

Der Hof dient der Information zu wasserwirtschaftlichen Themen, insbesondere zum Umbau des Emschersystems und zum Hochwasserschutz durch die Emschergenossenschaft. Er wird außerdem von gemeinnützigen Vereinen und Verbänden genutzt, die ökologische, auf den Natur- und Umweltschutz oder auf Gesundheit und Bewegung ausgerichtete Informationen und Projekte anbieten. Zu den Projektpartnern gehören unter anderem  die Stadt Castrop-Rauxel, die Justizvollzugsanstalt Castrop-Rauxel (JVA), das Emscher-Falken Bildungs- und Freizeitwerk Dortmund, der Bürgerverein Mein Ickern, der Naturschutzbund Deutschland (Nabu) Dortmund, der Imkerverein Castrop-Rauxel, der Bürgerverein Dortmund-Mengede, die Allmende Emscher-Lippe und die Bundesknappschaft.
Im April 2017 wurde in Kooperation mit der JVA „Meisenhof“ Castrop-Rauxel ein Café auf dem Hof eröffnet. Im Rahmen eines Resozialisierungsprojekts kümmern sich Häftlinge im offenen Vollzug im täglichen Betrieb um die Außenanlage des Hofes und verkaufen im Rahmen von Veranstaltungen Produkte des sogenannten „Knastladens“ der JVA Castrop-Rauxel.
Seit Ende 2017 besteht das Kooperationsprojekt „Emscher-Falken“ zwischen dem Falken Bildungs- und Freizeitwerk Dortmund (FBF) und der Emschergenossenschaft. Das FBF nutzt die Räumlichkeiten eines Stallgebäudes auf dem Hof mit anschließenden Freiflächen. Das FSB bietet Kinder- und Jugendarbeit für die Einzugsgebiete Dortmund-Mengede und Castrop-Rauxel an mit Schwerpunkt auf Gewässerpädagogik, Ornithologie, Wissen über Permakultur, Flora und Fauna. Auch der NABU Stadtverband Dortmund gibt Auskunft über die heimische Tier- und Pflanzenwelt.
In der seit 2019 bestehenden Kooperation „Gesund an der Emscher“ mit der Bundesknappschaft entstand 2023 das Blaue Klassenzimmer als Freiluft-Lernort für Schul- und Kindergartenkinder am Rande des Wassers. Zudem wurden frei nutzbare Fitness-Geräte aufgestellt und es werden Workshops rund um die Themen Sport und Bewegung und Seminare am Gesundheits- und Ernährungsgarten angeboten.

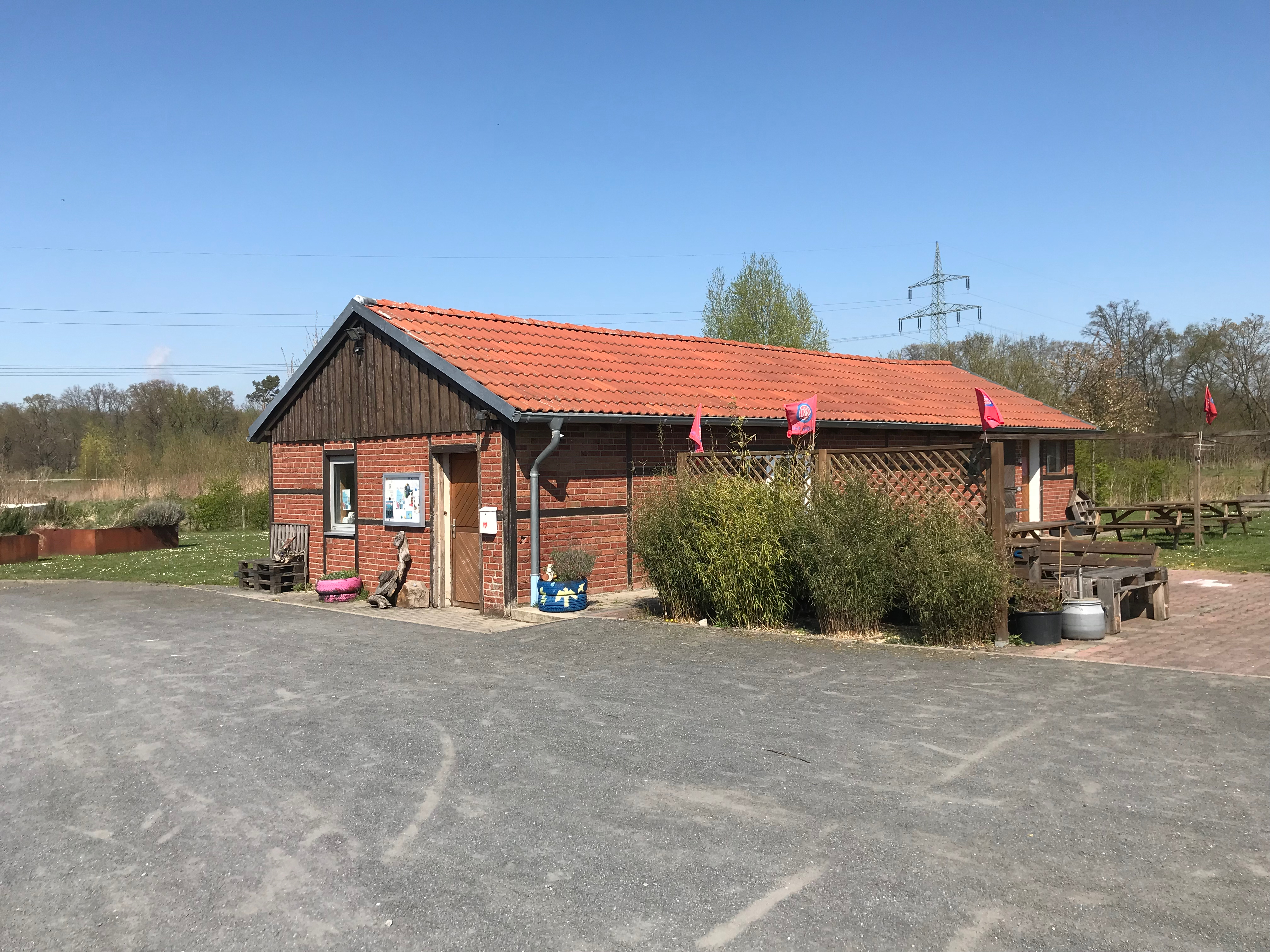
Gebäude der Falken
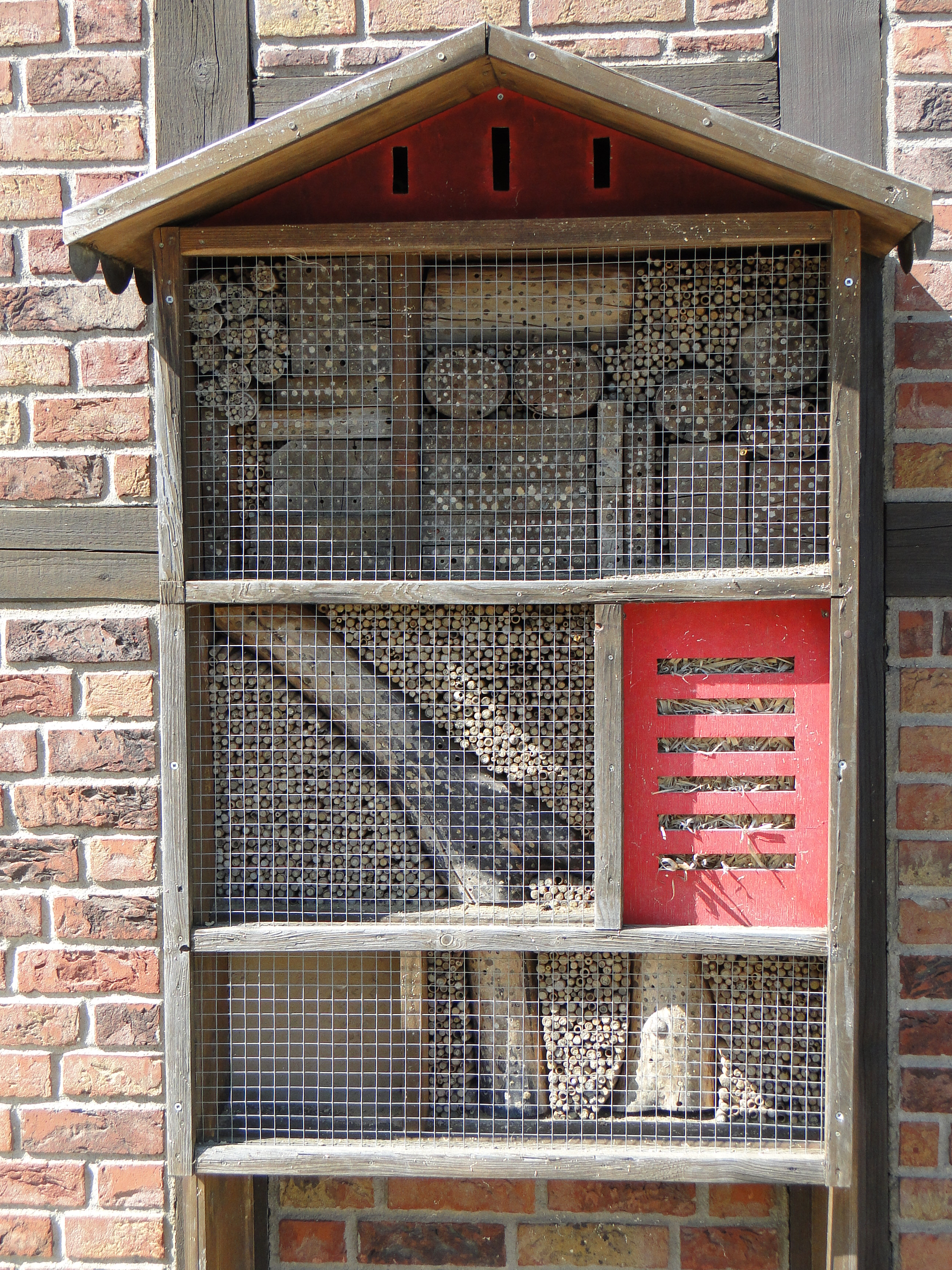
Bienenhotel
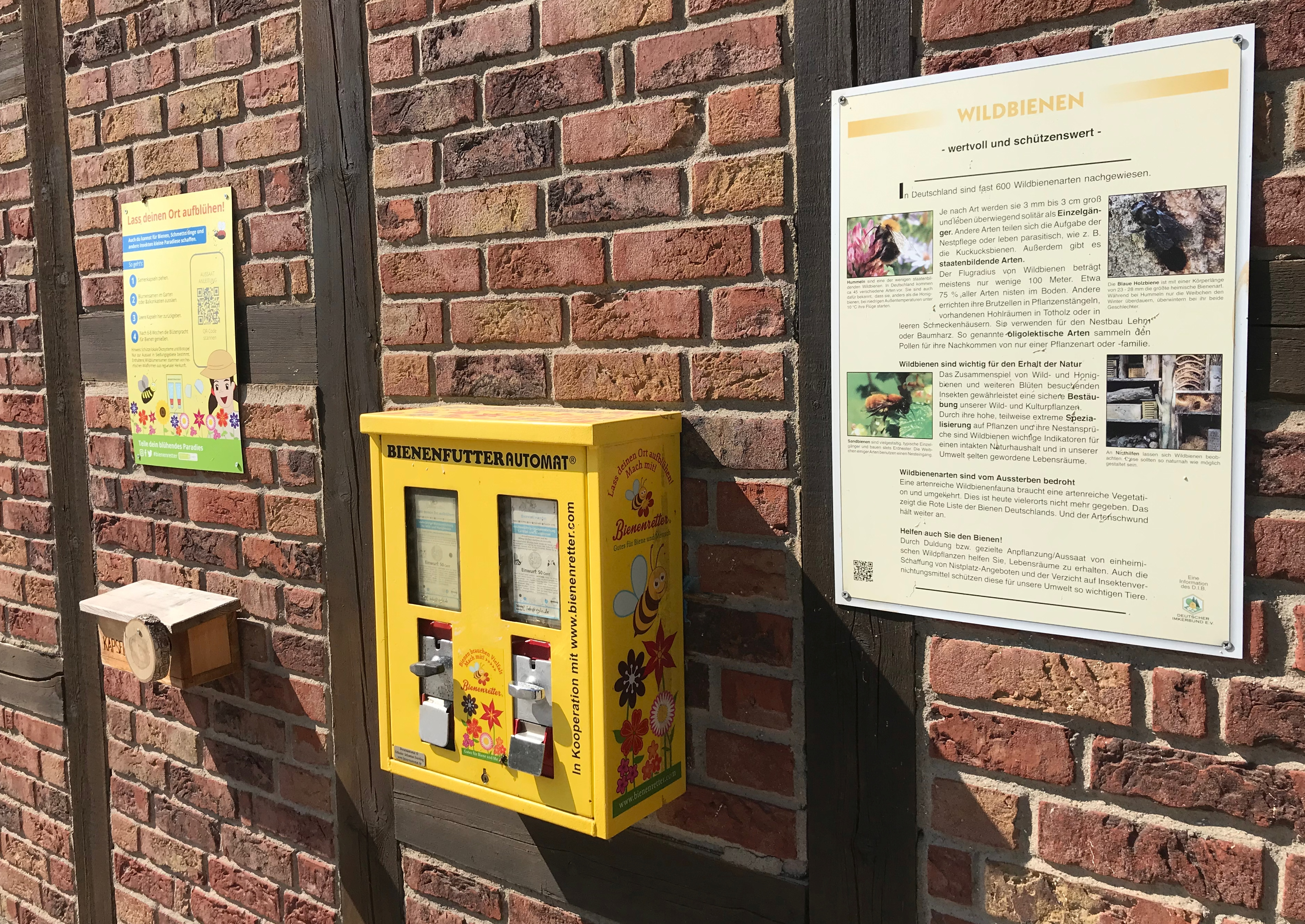
Bienenfutter-Automat
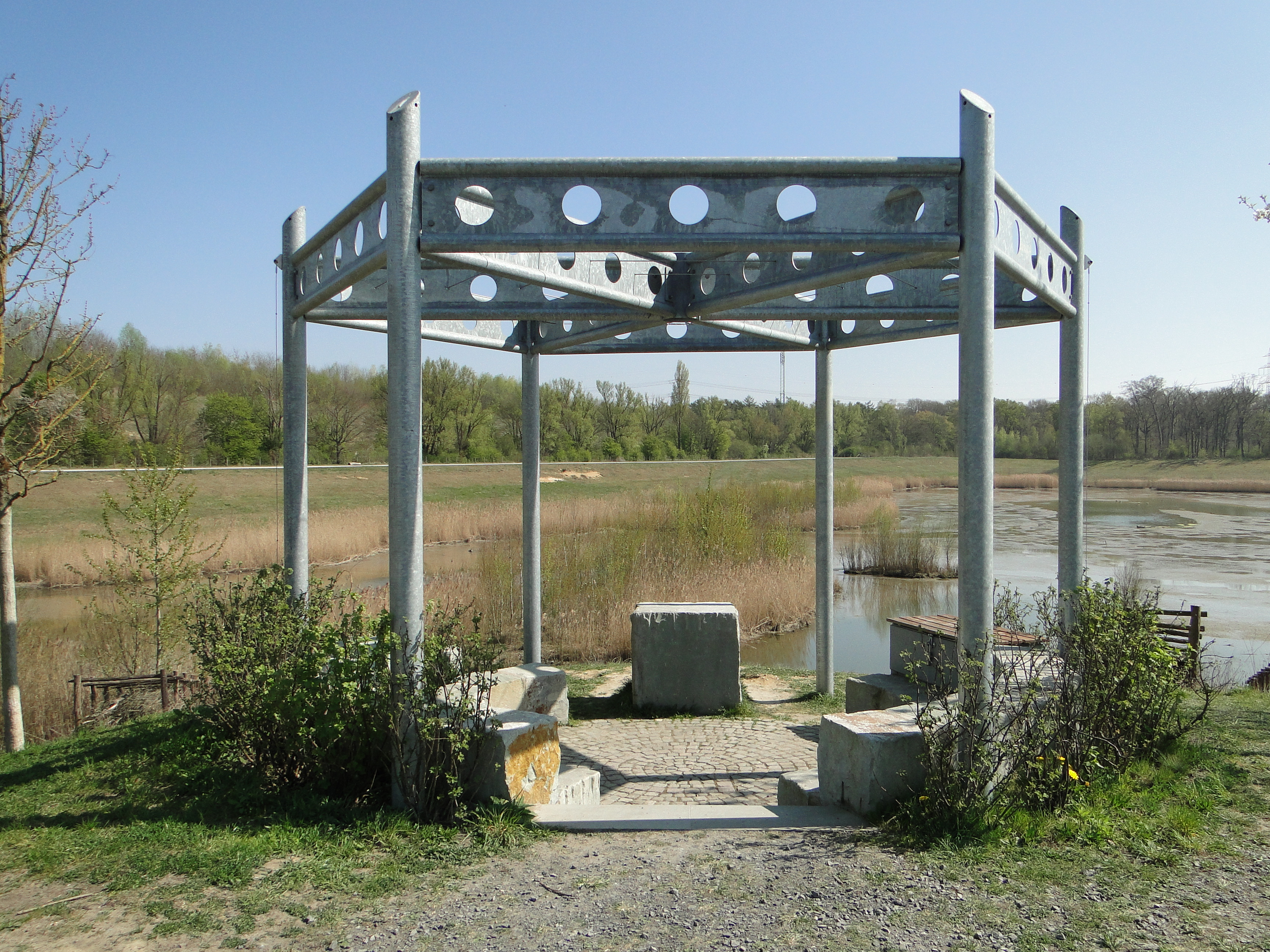
„Blaues Klassenzimmer“
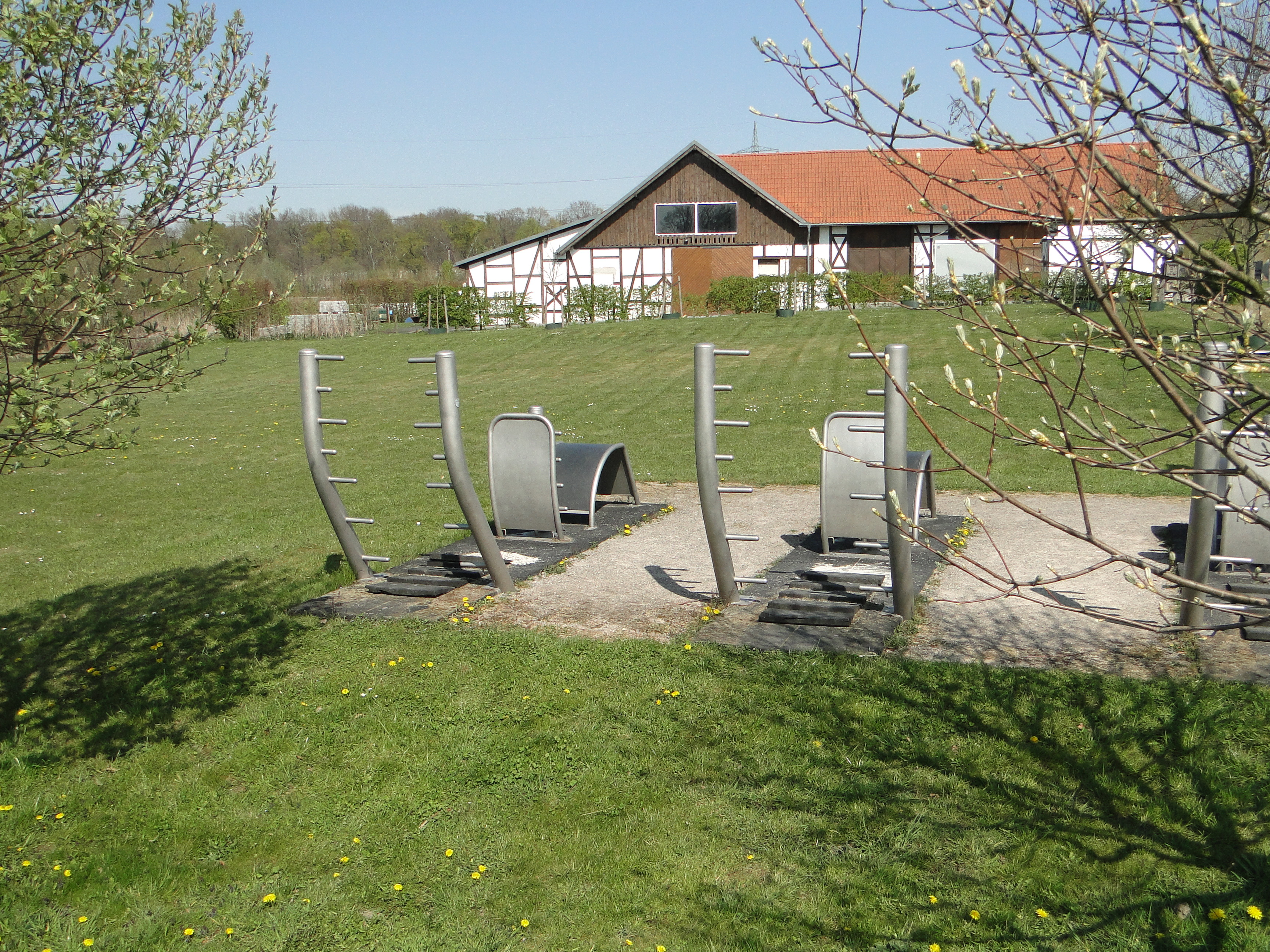
Fitness-Geräte

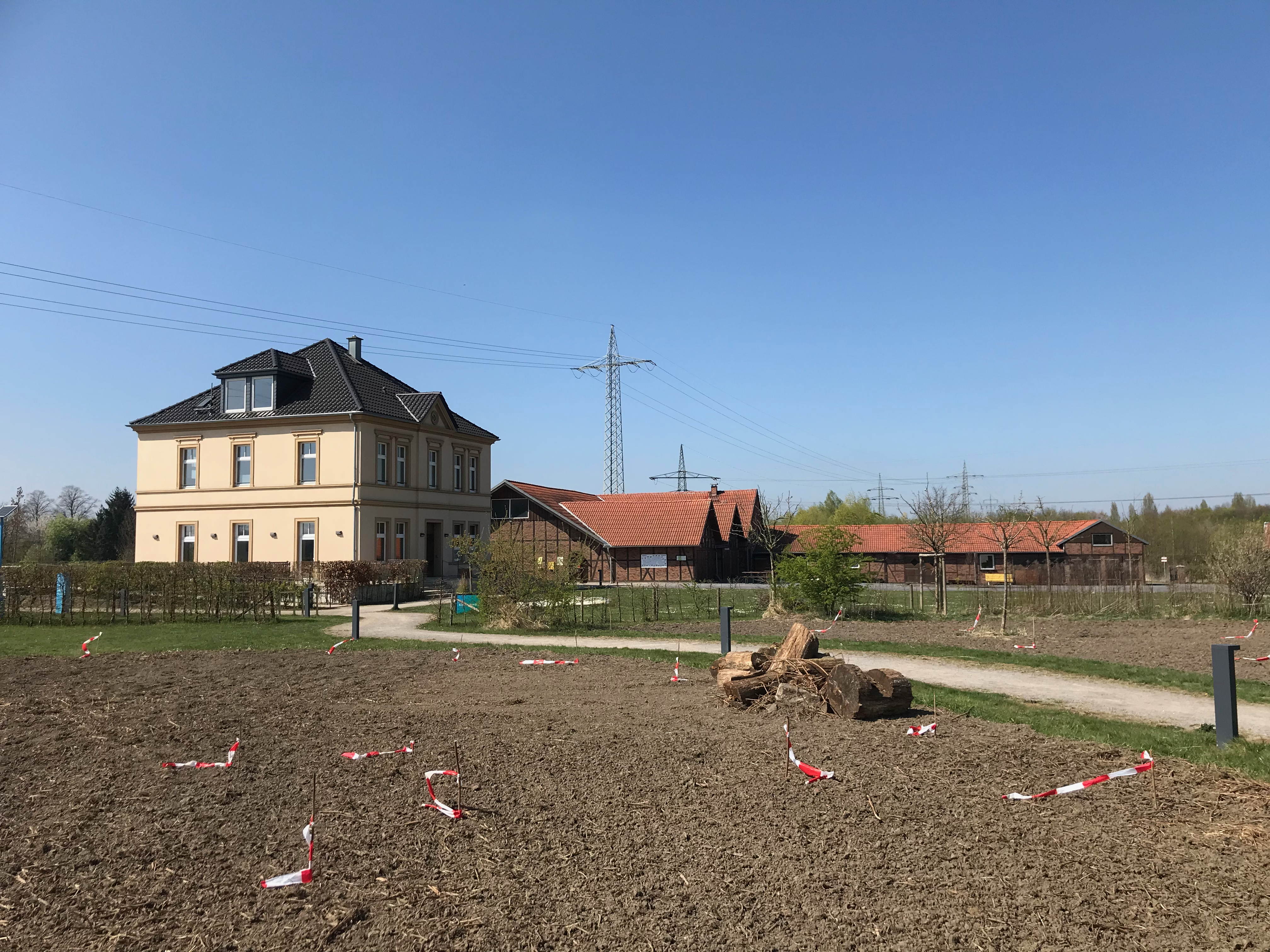
Allmende-Acker

Im Jahr 2023 wurde die Allmende Emscher-Lippe Genossenschaft auf Initiative der Emschergenossenschaft gegründet, um entlang der Emscher und ihrer Nebengewässer funktionale Ökosysteme zu fördern. Im Juni 2023 entstand der Allmende-Acker am Hof Emscher-Auen, auf dem verschiedene Methoden der nachhaltigen Bodenbewirtschaftung in Hinblick auf „Bodengesundheit“ erprobt werden. Zudem entstanden Bildungs- und Vernetzungsangebote mit Schulen, wie das „Acker-Labor“ und erste „Schul-Acker-Projekte“.
Auf dem Gelände des Hofs befinden sich drei Kunstprojekte, die Teil des Emscherkunstwegs sind. Dazu gehört ein halbrunder Pavillon des Künstlers Andreas Strauss aus Wellstahl in einem künstlich aufgeschütteten Erdhügel, der 2022 errichtet wurde. Er dient zur Natur- und Vogelbeobachtung. Die Rückwand des Pavillons besteht aus einem Stahlzaun, der bis auf vier Sichtfenster mit Weidengeflecht geschlossen wurde und den Durchblick in die Auenlandschaft des Hochwasserrückhaltebeckens erlaubt.
Ebenfalls Teil des Emscherkunstwegs ist das dasparkhotel_inside-outsite von Andreas Strauss. Es besteht aus drei Schlafröhren zur Übernachtung mit elektronischem Zugangssystem, Bettzeug und -wäsche und Wandmalerei. Die Schlafkabinen aus ausgebauten, industriell gefertigten Kanalröhren aus Beton wurden 2022 aufgestellt. Das dritte Kunstwerk ist das 2016 aufgestellte Kunstwerk Black Circle Square von Massimo Bartolini. In die weitläufige Landschaft ist eine weiße quadratische Betonfläche von 10,5 × 10,5 Metern Kantenlänge gebaut, die von einer kleinen weißen Mauer eingefasst ist. In deren Mitte befindet sich ein kreisrunder Pool mit einem Durchmesser von 7,83 Metern und 4,20 Meter Wassertiefe. Gleichzeitig dient das Wasserbecken als Löschteich für den benachbarten Hof. Da das Wasserbassin schwarz beschichtet ist, entsteht von oben betrachtet ein schwarzer Kreis auf einem weißen Quadrat. Das Kunstwerk bezieht sich auf die Bilder „Das Schwarze Quadrat auf weißem Grund“ und „Schwarzer Kreis“ des Malers Kasimir Sewerinowitsch Malewitsch.

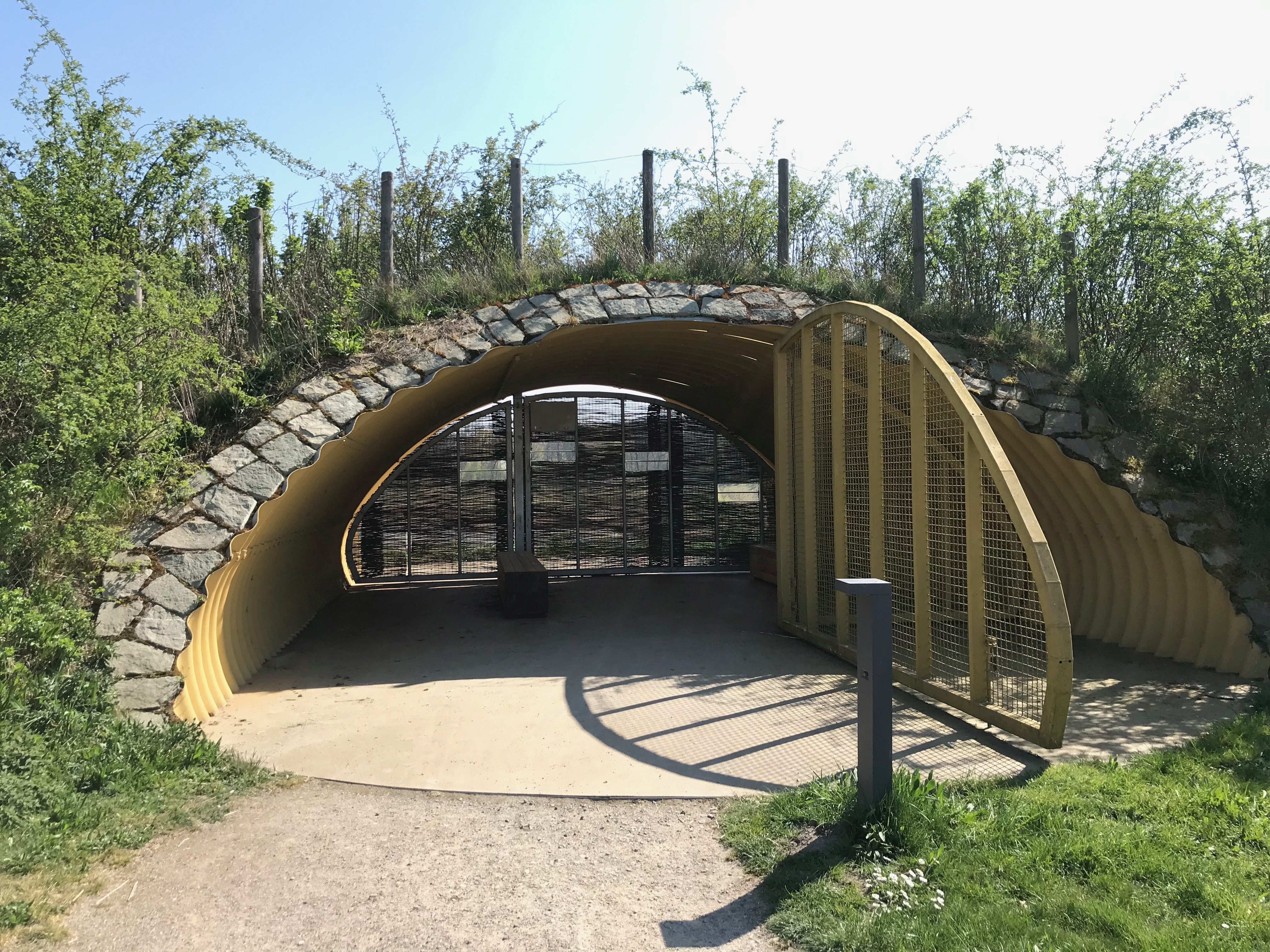
Vogelbeobachtungsstation
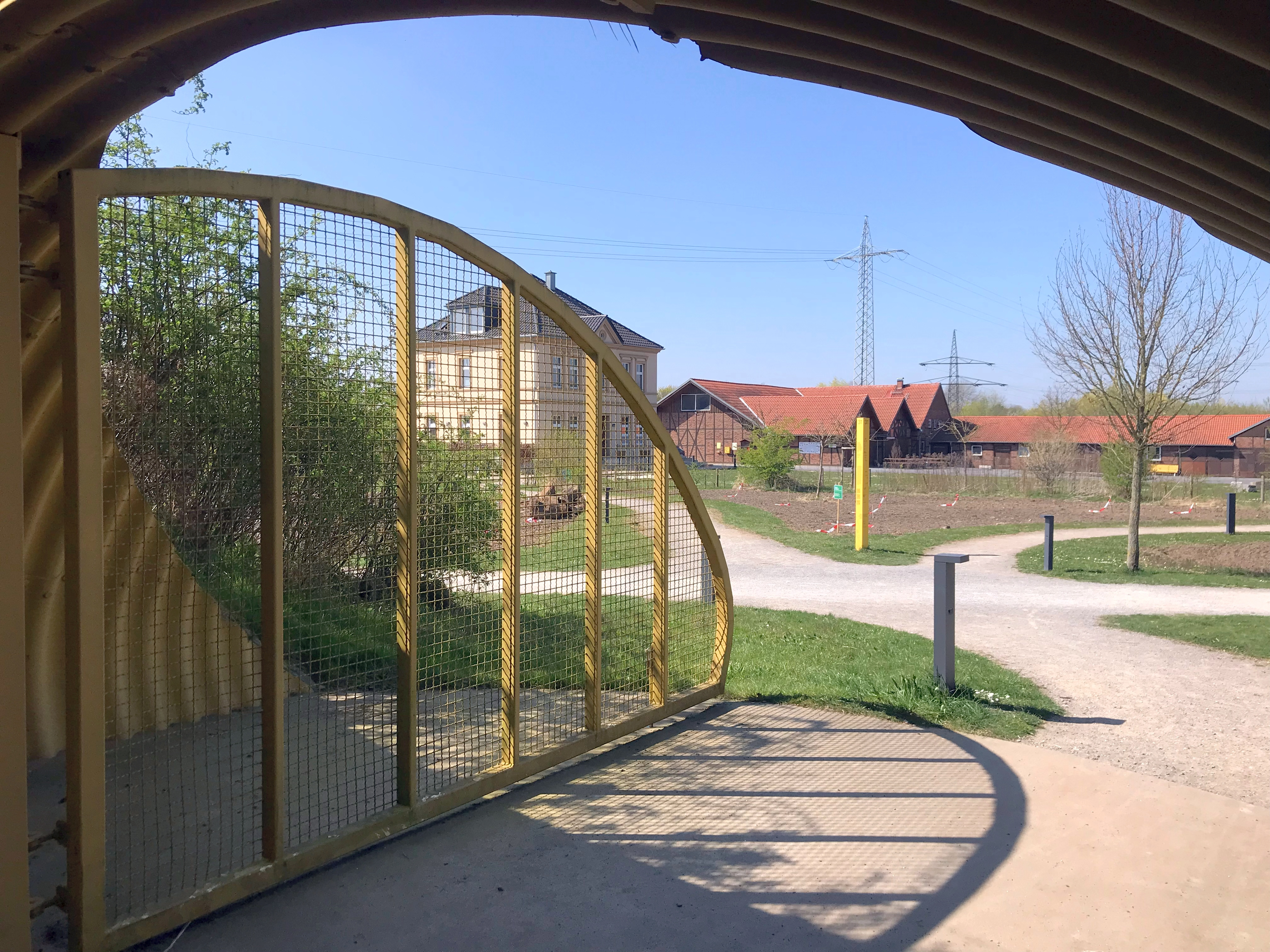
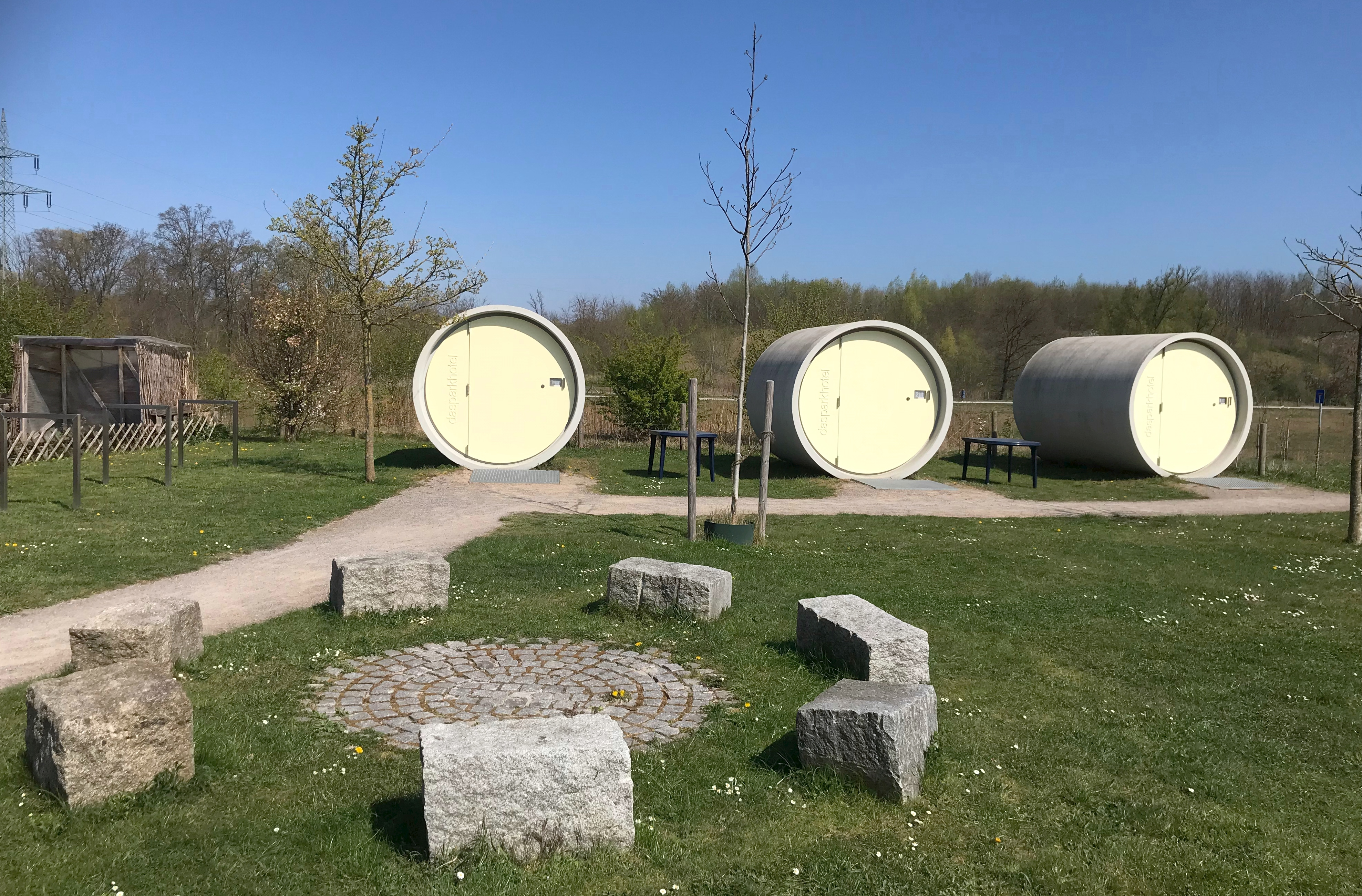
„Dasparkhotel“
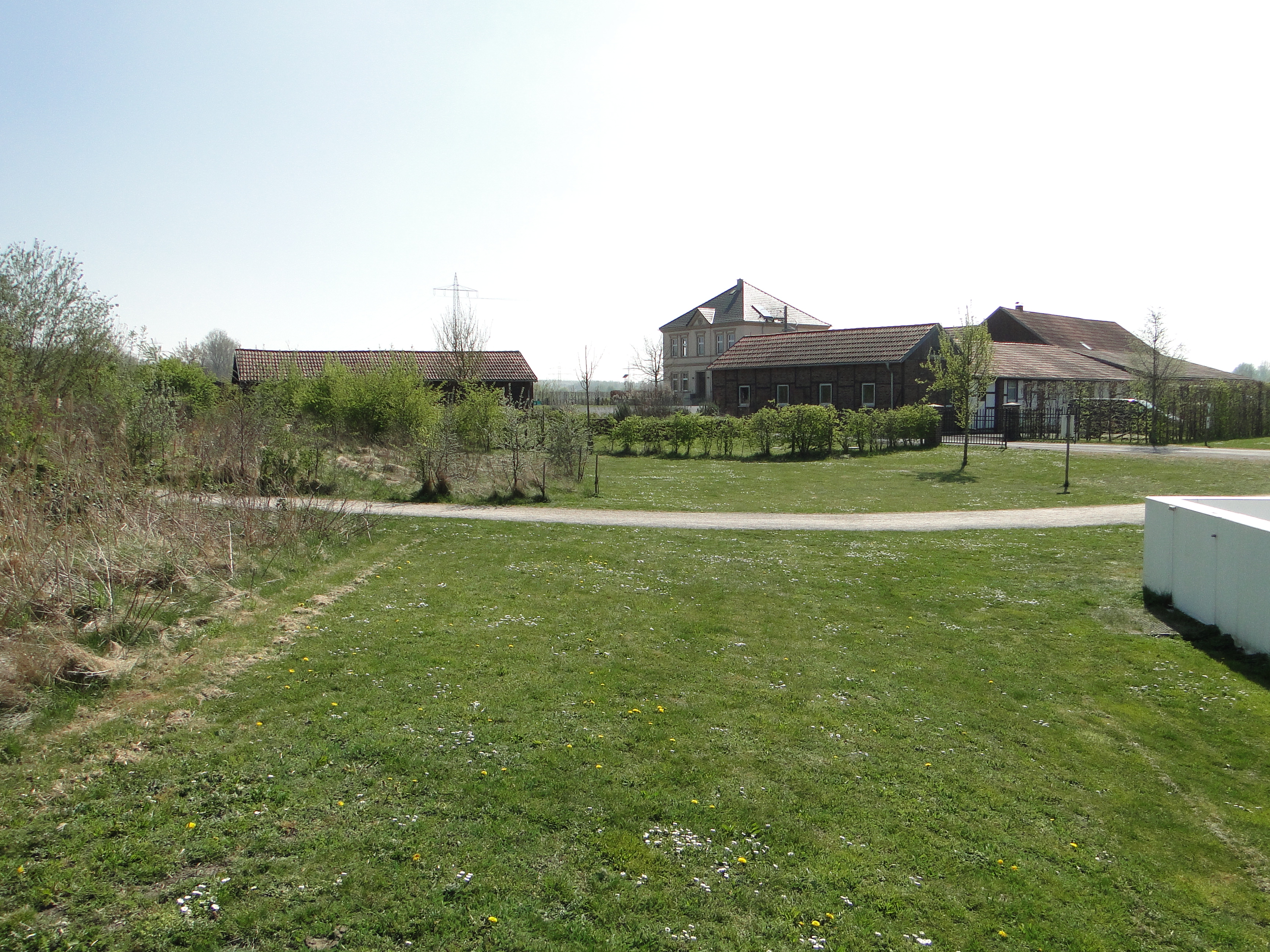
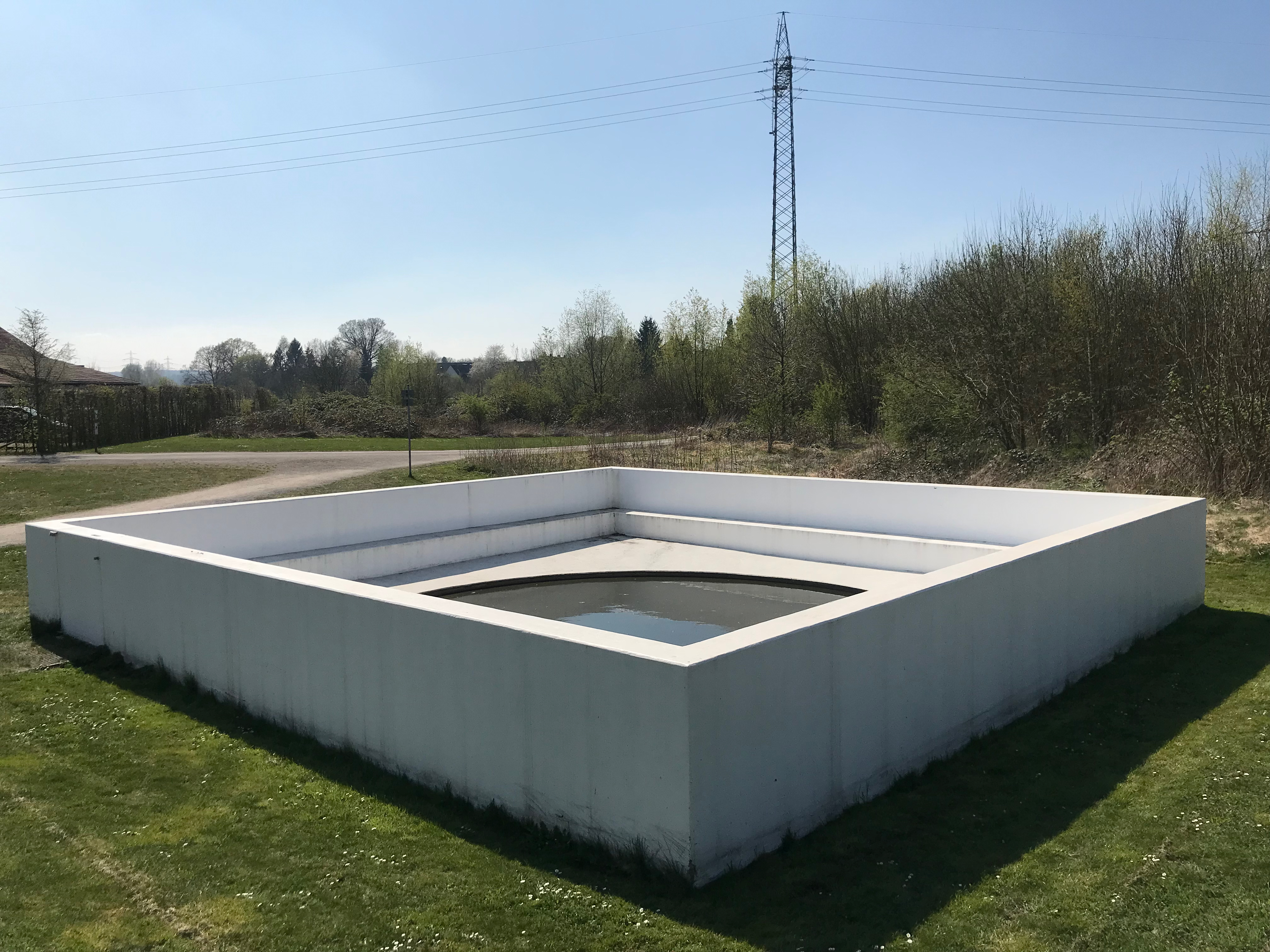
„Black Circle Square“